# 西太平洋海軍シンポジウム
西太平洋海軍シンポジウム（WPNS、Western Pacific Naval Symposium）は、隔年（偶数年毎）で開催される、海軍の諸問題を討議するための太平洋諸国の会議。また、シンポジウムの合間となる奇数年には、WPNSワークショップが開催される。 

## 歴史
1987年の国際シーパワーシンポジウムにおいて達した、「地域の海軍の指導者らが集い協力的なイニシアチブについて議論することができるフォーラムを設立する」との合意に基づき、1988年に最初の会議が開催された。 
2014年に中国山東省青島で開かれた会議では、海上衝突回避規範（CUES）が合意された。なお、同時に開催された国際観艦式では海上自衛隊が招待されず、米国はこれに抗議して艦艇を派遣しなかった。中国側は「シンポジウムと観艦式は別もの」と主張したが、その背景には尖閣諸島をめぐる対立があると見られる。 
2018年には、済州国際観艦式の一環として韓国ホストでWPNSが開催されたが、観艦式での旭日旗掲揚自粛を韓国側が求めたのに対し、海上自衛隊が護衛艦派遣を見合わせる措置をとった。
日本は2022年にWPNSや国際観艦式を主催し当初は加盟国であるロシアも招待していたが、同国によるウクライナ侵攻を受け、各国海軍間の信頼醸成をはかるWPNSの前提条件が覆されたことを理由に6月に招待を取り消した。

## 参加国
2021年10月21日現在、21の加盟国と8のオブザーバー参加国がある。

### 加盟国
| - オーストラリア - ブルネイ - カンボジア - カナダ - チリ - 中国 | - フランス - インドネシア - 日本 - マレーシア - ニュージーランド - パプアニューギニア | - ペルー - フィリピン - ロシア - シンガポール - 韓国 - タイ | - トンガ - アメリカ合衆国 - ベトナム |

### オブザーバー参加国
| - バングラデシュ - コロンビア | - エクアドル - インド | - メキシコ - パキスタン | - スリランカ - イギリス |